# Ibaiti
Ibaiti é um município brasileiro do estado do Paraná, localizado na região conhecida como Norte Pioneiro Paranaense ou Norte Velho. Sua população, conforme estimativas do IBGE de 2021, era de 31 854 habitantes.

## História
o Coronel Luiz Ferreira de Melo foi responsável por doar 75 alqueires para formação de um povoado nas colinas da região do Norte Pioneiro do Paraná. O povoado recebeu o nome de Patrimônio do Café e foi elevado à categoria de distrito policial, pelo Decreto n.º 651, de 1 de agosto de 1909. Em 1916 intensificou a povoação da localidade com a chegada de mais moradores, atraídos pela exploração carbonífera.
Pela Lei n.º 2008, de 1 de março de 1921, foi criado o Distrito de Barra Bonita, com sede na localidade de Patrimônio do Café, subordinado ao município de Tomazina. O Decreto Estadual nº 2465, de 2 de abril de 1927, determinou que a sede distrital do Patrimônio do Café fosse transferida para a localidade de Barra Bonita. Barra Bonita era uma localidade de onde partia os carros de boi com o carvão produzido na região, o objetivo era levar a produção pela estrada que chegava até Calógeras. O povoado de Barra Bonita teve um rápido desenvolvimento e foi criado por Teófilo Marques da Silveira, Fritz Hebertreit, Alexandre Marques Leal e Ananias Costa.
Pelo Decreto-lei Estadual n.º 199, de 30 de dezembro de 1943, o distrito de Barra Bonita passou a denominar-se Ibaiti. Após ser desmembrado do município de Tomazina em 1947, Ibaiti elegeu o seu primeiro prefeito, Júlio Farah.

## Etimologia
O nome Ibaiti, de origem indígena, significa "Agua da Pedra". Por situar-se numa região alta recebe o cognome Rainha das Colinas.

## Economia
Importante polo regional, Ibaiti, além de comarca é sede do 32º núcleo regional de educação do Paraná, possui um dos comércios mais fortes do norte pioneiro paranaense devido a um aglomerado de 7 cidades com menos de 10 mil habitantes, as quais fortalecem o comércio local. O município além de estar servido por boa rede bancária, destaca-se também pela produção madeireira em escala industrial (madeira esta de reflorestamento) com várias indústrias do setor; já na agricultura o município se destaca com a forte produção cafeeira e também fruticultura.[carece de fontes?]
Ibaiti também é sede do 16º D.E.R (Departamento de Estradas de Rodagem) do Paraná, atual DNIT. O DNIT Ibaiti é responsável pela manutenção de boa parte da malha viária do Norte Pioneiro.
No polo industrial de Ibaiti, destacam-se as cooperativas, indústria metal mecânica, indústrias de transformação (madeira, cereais), torrefações, olarias, indústrias têxteis, indústria suco alcooleira e biodiesel.

### Feiras e eventos
A Feira Industrial, Comercial, Artesanal, e Agropecuária de Ibaiti (FICAI) é realizada anualmente. Conta com várias atrações dentre elas, shows com cantores, rodeios, parque de diversões, praça de alimentação, e ainda exposição de produtos industriais, comerciais, culturais, artesanais e agropecuária de empresas de Ibaiti e região.

### Turismo
Ibaiti tem vários pontos turísticos, dentre eles se destacam: a Serra do Caratuva; a gruta da Sulfurosa, onde a água possui propriedades curativas; o Parque Estadual da Mina Velha, que possui uma queda d'água de 50 metros; a Cachoeira do Aristeu, que possui uma queda d'água de aproximadamente 70 metros; a Cachoeira do Dodô, que possui uma queda d'água de aproximadamente 40 metros; o Arco da Gruta, que era povoado por tribos indígenas.
Destaca-se também o Pico Agudo, elevação de aproximadamente 1000 metros acima do nível do mar. De fácil acesso, está localizado entre os municípios de Japira e Ibaiti. É utilizado para prática e campeonatos de paraglider.
Ibaiti ainda é servida de diversas grutas de calcário e arenito, totalizando 7 cadastradas no IBAMA/SBE, todas as explorações espeleológicas desenvolvidas, ocorreram entre 1993 a 1997, sendo estas cavidades naturais cadastradas. Dentre estas cavidades subterrâneas naturais, a Gruta do Arco é formada no Arenito Itararé, e tem restos paleontológicos do Período Pleistoceno.

### Clubes e associações
- Casa da Cultura de Ibaiti
- Rotary Club de Ibaiti, fundado em dezembro de 1954, tendo como padrinho o Rotary Club de Cambará. O primeiro presidente do Rotary Club de Ibaiti foi Gustavo Almeida Rayel.
- Lions Club de Ibaiti
- Associação Comercial e Industrial de Ibaiti (ACIIB)
- Subseção da Ordem dos Advogados do Brasil
- Exposição Feira Agropecuária de Ibaiti (FICAI, feira anual)
- CTG União Campeira - Ibaiti
- Sociedade Rural Regional de Ibaiti (SORRI)

## Geografia
Possui uma área é de 896,846 km² representando 0.45 % do estado, 0,1591 % da região e 0,0106 % de todo o território brasileiro. Localiza-se a uma latitude 23°50'56" sul e a uma longitude 50°11'16" oeste, estando a uma altitude de 850, portanto sendo uma cidade de clima ameno tendo registrado em 1975 sua menor temperatura -5 °C, e até ocorrência de neve em 1955, nos distritos do Patrimônio do Café, Fazendinha e Amora Preta, o ponto culminante do município é o pico, denominado Pico Agudo a 1.050 m, do nível do mar.[carece de fontes?]

### Hidrografia
- Rio das Pedras;
- Rio Laranjinha;
- Ribeirão do Engano.

### Clima
O clima em Ibaiti é classificado como subtropical úmido mesotérmico com chuvas o ano todo, apresentando uma diminuição no inverno, pela altitude que varia de 800 à 910 metros, é considerada a mais "fria" do Norte Pioneiro.
| Dados climatológicos para Ibaiti | Dados climatológicos para Ibaiti | Dados climatológicos para Ibaiti | Dados climatológicos para Ibaiti | Dados climatológicos para Ibaiti | Dados climatológicos para Ibaiti | Dados climatológicos para Ibaiti | Dados climatológicos para Ibaiti | Dados climatológicos para Ibaiti | Dados climatológicos para Ibaiti | Dados climatológicos para Ibaiti | Dados climatológicos para Ibaiti | Dados climatológicos para Ibaiti | Dados climatológicos para Ibaiti |
| Mês                              | Jan                              | Fev                              | Mar                              | Abr                              | Mai                              | Jun                              | Jul                              | Ago                              | Set                              | Out                              | Nov                              | Dez                              | Ano                              |
| -------------------------------- | -------------------------------- | -------------------------------- | -------------------------------- | -------------------------------- | -------------------------------- | -------------------------------- | -------------------------------- | -------------------------------- | -------------------------------- | -------------------------------- | -------------------------------- | -------------------------------- | -------------------------------- |
| Temperatura máxima média (°C)    | 27,2                             | 26,5                             | 25,9                             | 24,3                             | 22                               | 21,1                             | 20                               | 22,3                             | 24,2                             | 26                               | 26,5                             | 27                               | 24,5                             |
| Temperatura média (°C)           | 21,9                             | 20,8                             | 18,4                             | 15,2                             | 13,7                             | 12                               | 11,6                             | 12,5                             | 13,9                             | 15,4                             | 17,9                             | 20,3                             | 17,9                             |
| Temperatura mínima média (°C)    | 17,2                             | 16,9                             | 15,2                             | 13,6                             | 12,2                             | 9,8                              | 7,2                              | 9,3                              | 11                               | 13,5                             | 15                               | 16,2                             | 11,6                             |
| Precipitação (mm)                | 176                              | 162                              | 131                              | 100                              | 110                              | 81                               | 73                               | 69                               | 117                              | 142                              | 130                              | 164                              | 1 407                            |
| Fonte: Climate-Data.org          |                                  |                                  |                                  |                                  |                                  |                                  |                                  |                                  |                                  |                                  |                                  |                                  |                                  |

### Demografia
Imigração Japonesa
A história da imigração japonesa se faz presente no município de Ibaiti protagonizada pelos fundadores da Seicho-No-Ie do Brasil. Tudo começou em plena época da Segunda Guerra Mundial (l939-1945), quando um pequeno grupo de agricultores japoneses, liderados pelos irmão Miyoshi e Daijiro Matsuda, resolveu organizar a Associação dos Jovens da Seicho-No-Ie Aurora. Os dois irmãos moravam no Bairro Amora Preta e conheceram a doutrina por meio de um vizinho que possuía vários exemplares de revista relativa ao assunto e que divulgava o acontecimento de curas milagrosas. No ano de 1934, além das revistas, Daijiro começou a ler o livro “Seimei No Jisso” (A Verdade da Vida) e se refez de doença que havia contraído. Motivados pela cura os dois irmãos se empenharam a propagar as maravilhas daquela cultura religiosa e em pouco tempo conseguiram reunir um grupo disposto a participar das atividades doutrinárias.
Em 1942, eles construíram e inauguraram a sede da associação. A reunião aconteceu às 5 horas do dia 11 de fevereiro. O horário foi escolhido em função do clima hostil da Segunda Guerra Mundial, período em que os imigrantes japoneses eram proibidos de se reunirem para conversar na língua de origem.
Em 25 de junho de 1955, a entidade foi oficializada com o nome de Associação dos Moços da Seicho-No-Ie do Brasil, que em 1980 passou a ser denominada simplesmente de Seicho-No-Ie do Brasil.
Imigração Polonesa
As primeiras famílias de imigrantes poloneses que vieram para o Município de Ibaiti, fixaram residência no Bairro da Amorinha e posteriormente na cidade de Ibaiti.
Imigração Italiana
As primeiras famílias italianas chegaram ao município de Ibaiti por volta de 1916 para trabalharem nas fazendas de café.
Imigração Árabe
Os árabes que vieram para esta região trouxeram consigo a velha tradição de comerciantes, eram os conhecidos mascates, que iam de porta em porta vender suas mercadorias.

## Subdiviões

### Distritos
Ibaiti é composto por seis distritos.
- Ibaiti (sede)
- Campinho
- Vila Guay
- Vassoural
- Amorinha
- Euzébio de Oliveira

## Infraestrutura

### Educação
Ensino básico
- Escola Estadual Antônio Martins Mello
- Escola Estadual Júlio Farah
- Escola Municipal Lázaro de Moura Bueno
- Escola Estadual João Alfredo Costa
- Escola Municipal Leônidas Ferreira de Mello
- Escola Municipal Prof. Clovete Fadel de Moura Bueno
- Escola Municipal José Gonçalves Dias
- Colégio Nossa Senhora Das Neves
- Colégio Estadual Prof. Margarida Franklin Gonçalves (Campinhos)
- Escola Municipal João Severino Sales (Campinhos)
- Colégio Estadual Caetano Munhoz da Rocha (Vassoural)
- Escola Estadual Affonso Martinez Albaladejo (Amorinha)
- Escola Estadual Napoleão da Silva Reis (Vila Guay)
- Escola Estadual do Campo Professora Raquel Soares Marques

Ensino médio
- Escola Técnica Federal de Ibaiti
- Escola Antônio Martins de Mello
- Colégio Estadual Aldo Dallago
- Colégio Nossa Senhoras das Neves
- Colégio Estadual Caetano Munhoz da Rocha (Vassoural)

Ensino superior
- Faculdade de Administração, Educação e Tecnologia de Ibaiti (FEATI)
- Universidade Norte do Paraná (UNOPAR)
- Associação de Ensino Superior de Ibaiti
- Polo de Apoio Presencial ao Ensino Superior de Ibaiti

### Comunicação
- Rádios AM e FM
- Ativa FM - Rádio Comunitária - 87.9 MHz
- Colinas FM - 91.9 MHz
- Educadora - AM - 1470 kHz
- Jornal Panorama Regional

### Transportes
Rodovias
- Federais: BR-153 (Rod. Transbrasiliana), BR-272 (Itararé-Guaira): Na rodovia no sentido Ibaiti-Ventania, esta passa pela encosta de uma serra por alguns quilômetros formando uma paisagem pitoresca onde em períodos de chuvas aparecem cachoeiras que modificam a paisagem formando cortinas d'água nos paredões, deixando um belo visual.
- Estaduais: PR-435; PR-531.

## Esporte
No passado a cidade de Ibaiti possuiu um clube no Campeonato Paranaense de Futebol, o Ibaiti Futebol Clube.